# Agustín Calleri
Agustín Calleri Shaal (ur. 14 września 1976 w Río Cuarto) – argentyński tenisista, reprezentant w Pucharze Davisa, olimpijczyk.

## Kariera tenisowa
Praworęczny Argentyńczyk treningi tenisowe rozpoczął w wieku czterech lat. W gronie zawodowców występował w latach 1995–2010.
Calleri do swoich najlepszych zagrań zaliczał jednoręczny bekhend. Często szukał rozwiązań akcji ryzykownymi uderzeniami kończącymi z głębi kortu.
W grze pojedynczej Calleri awansował do 8 finałów turniejów rangi ATP World Tour, z których w 2 zwyciężył.
W grze podwójnej Calleri osiągnął 4 finały, z czego w 3 wygrał.
W latach 2000–2008 reprezentował Argentynę w Pucharze Davisa. Zagrał łącznie w 21 meczach, z których 14 zakończył zwycięsko. Znalazł się również w składzie Argentyny na finał edycji z 2006 roku przeciwko Rosji. Występował w 2006 we wcześniejszych rundach Pucharu Davisa, zdobywając punkty deblowe przeciwko Szwedom i Australijczykom (w parze z Davidem Nalbandianem), punkt singlowy przeciwko rezerwowemu zawodnikowi australijskiemu Paulowi Hanleyowi, a także przegrywając z Chorwatem Ivanem Ljubičiciem na otwarcie meczu ćwierćfinałowego.
W 2004 i 2008 roku zagrał na igrzyskach olimpijskich. W Atenach (2004) wystartował w grze pojedynczej, z której odpadł w 1 rundzie, natomiast w Pekinie (2008) doszedł do 2 rundy rywalizacji singlowej. W Pekinie uczestniczył również w rozgrywkach deblowych, jednak przegrał w I rundzie w parze z Juanem Mónaco.
W rankingu gry pojedynczej Calleri najwyżej był na 16. miejscu (7 lipca 2003), a w klasyfikacji gry podwójnej na 52. pozycji (16 czerwca 2008).

### Finały w turniejach ATP World Tour
| Nazwa                         |
| ----------------------------- |
| Wielki Szlem                  |
| Igrzyska olimpijskie          |
| Tennis Masters Cup            |
| ATP Masters Series            |
| ATP International Series Gold |
| ATP International Series      |

#### Gra pojedyncza (2–6)
| Końcowy wynik | Nr | Data             | Turniej         | Nawierzchnia | Przeciwnik         | Wynik finału     |
| ------------- | -- | ---------------- | --------------- | ------------ | ------------------ | ---------------- |
| Finalista     | 1. | 24 lutego 2002   | Buenos Aires    | Ceglana      | Nicolás Massú      | 6:2, 6:7(5), 2:6 |
| Zwycięzca     | 1. | 10 lutego 2003   | Acapulco        | Ceglana      | Mariano Zabaleta   | 7:5, 3:6, 6:3    |
| Finalista     | 2. | 13 kwietnia 2003 | Estoril         | Ceglana      | Nikołaj Dawydienko | 4:6, 3:6         |
| Finalista     | 3. | 18 maja 2003     | Hamburg         | Ceglana      | Guillermo Coria    | 3:6, 4:6, 4:6    |
| Finalista     | 4. | 29 lutego 2004   | Costa do Sauípe | Ceglana      | Gustavo Kuerten    | 6:3, 2:6, 3:6    |
| Finalista     | 5. | 24 lipca 2005    | Amersfoort      | Ceglana      | Fernando González  | 5:7, 3:6         |
| Zwycięzca     | 2. | 30 lipca 2006    | Kitzbühel       | Ceglana      | Juan Ignacio Chela | 7:6(9), 6:2, 6:3 |
| Finalista     | 6. | 28 sierpnia 2006 | New Haven       | Twarda       | Nikołaj Dawydienko | 4:6, 3:6         |

#### Gra podwójna (3–1)
| Końcowy wynik | Nr | Data                 | Turniej      | Nawierzchnia    | Partner           | Przeciwnicy                   | Wynik finału      |
| ------------- | -- | -------------------- | ------------ | --------------- | ----------------- | ----------------------------- | ----------------- |
| Zwycięzca     | 1. | 16 lutego 2003       | Viña del Mar | Ceglana         | Mariano Hood      | František Čermák Leoš Friedl  | 6:3, 1:6, 6:4     |
| Zwycięzca     | 2. | 30 października 2005 | Bazylea      | Dywanowa (hala) | Fernando González | Stephen Huss Wesley Moodie    | 7:5, 7:5          |
| Zwycięzca     | 3. | 24 lutego 2008       | Buenos Aires | Ceglana         | Luis Horna        | Werner Eschauer Peter Luczak  | 6:0, 6:7(6), 10–2 |
| Finalista     | 1. | 2 marca 2008         | Acapulco     | Ceglana         | Luis Horna        | Oliver Marach Michal Mertiňák | 2:6, 7:6(3), 7–10 |